# Turmhügel Schwand
Der Turmhügel Schwand, auch Wale genannt, ist eine abgegangene mittelalterliche Turmhügelburg (Motte) auf 560 m ü. NHN in der Ortsmitte von Schwand (Haus Nr. 30), einem heutigen Gemeindeteil von Stadtsteinach im Landkreis  Kulmbach in Bayern.
Die Burg wurde 1397 mit Hans Haueisen zu Schwand erwähnt und 1512 als „Wale“ bezeichnet.
Der ursprünglich runde Turmhügel mit Außenwall hatte einen Durchmesser von etwa 15 Meter und ist heute teilweise überbaut.